# Paul Chamberlin
Paul Chamberlin (n, 26 de marzo de 1962 en Toledo, Ohio, Estados Unidos) es un exjugador de tenis estadounidense. En su carrera ha conquistado 1 torneos ATP y su mejor posición en el ranking de individuales fue Nº46 en enero de 1990, en el de dobles fue Nº61 en febrero de 1990. También es recordado por haber llegado a los cuartos de final de Wimbledon 1989.